# Moon Boot

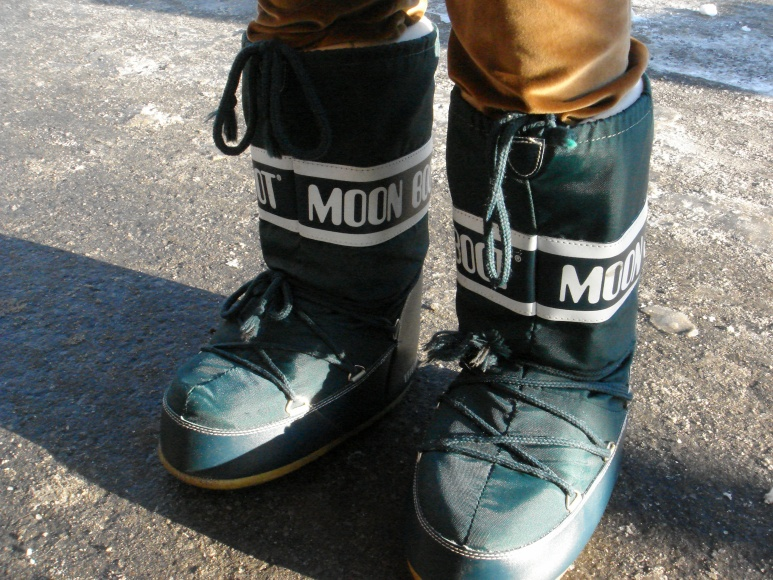
Une paire de Moon Boots vertes.

Les Moon Boots sont des bottes montantes de marche et de loisir créées au début des années 1970 par le fabricant Tecnica group basé à Giavera del Montello en Italie. 
La botte devient un incontournable[réf. nécessaire] de la mode dans les années 1980. De par son design (chaussure montante), elle devient au milieu des années 1980 une chaussure de randonnées montagnardes qui protège des serpents.

## Histoire
20 juillet 1969 : après avoir regardé l'alunissage de la mission spatiale américaine Apollo 11, Giancarlo Zanatta est inspiré par le design et la technologie des bottes des astronautes. Il dessine des croquis et commence à concevoir et à développer son modèle de Moon Boot (à l'image de la botte lunaire de la combinaison spatiale A7L du programme Apollo).[réf. souhaitée]
Ces bottes deviennent un objet de tendance de la mode dans les années 1980. En 1978, Tecnica enregistre la marque Moon Boot dans le monde entier.[réf. souhaitée]
Depuis 2011, les bottes de la marque sont produites en Ukraine, pour une production d'environ 700 000 paires par an.
En 2017, Tecnica vend toujours ce type de bottes montantes, dont il existe de nombreuses imitations. 
Les produits sont diffusés en France par Tecnica group France, sa filiale dont le siège est à Annecy.[réf. souhaitée]
En 2024, l'entreprise fait une première incursion dans l'habillement, avec un partenariat avec le géant Adidas.